# سمندر سیاه
سمندر سیاه (نام علمی: Desmognathus quadramaculatus) نام یک گونه از تیره سمندر بی‌شش است. این گونه بوم زاد ایالات متحده آمریکا می‌باشد. زیستگاهش رودخانه‌ها و چشمه‌ها است. این با گونه با خطر تخریب زیستگاه روبروست. سمندر سیاه یک سمندر با اندازه متوسط است که ۱۰تا۱۸سانتی‌متر می‌شود.